# Campeonato Centro-Americano de Voleibol Feminino Sub-18
A Copa Centro-Americana de Voleibol Feminino Sub-18 é uma competição continental organizada pela AFECAVOL, associação sub-zonal da NORCECA.

## História
A primeira edição do Campeonato Centro-Americano de Voleibol Feminino Sub-18 ocorreu na Costa Rica, em 1982, com título conquistado pelas costarriquenhas. Após um hiato de quatorze anos, o Panamáem 1996, foi o segundo país a ser campeão. Ainda com períodos irregulares entre uma edição e outra, a terceira edição veio a acontecer em 1999, mais uma vez na Costa Rica, com as donas de casa tendo conquistado o seu segundo título.
Desde 2003 a competição vem sendo realizada a cada dois anos, tendo a Costa Rica, maior força do voleibol feminino da América Central, conquistado seis dos últimos nove títulos disputados; configura-se ainda como a maior campeã do torneio com um total de oito conquistas. 
Além da Costa Rica, destacam-se ainda Honduras, com dois títulos, 2005 e 2017, e, com um título cada, o Panamá e a Guatemala, campeões em 1996 e 2003, respectivamente. 

## Resultados

### Quadro de medalhas
| Ordem | País        | Medalha de ouro | Medalha de prata | Medalha de bronze | Total |
| ----- | ----------- | --------------- | ---------------- | ----------------- | ----- |
| 1     | Costa Rica  | 8               | 3                | 1                 | 12    |
| 2     | Honduras    | 2               | 1                | 5                 | 8     |
| 3     | Guatemala   | 1               | 6                | 2                 | 9     |
| 4     | Panamá      | 1               | 0                | 0                 | 1     |
| 5     | Nicarágua   | 0               | 1                | 1                 | 2     |
| 6     | Belize      | 0               | 1                | 0                 | 1     |
| 7     | El Salvador | 0               | 0                | 3                 | 3     |